# Aloysius Stepinac
Aloysius Viktor Stepinac (en croata: Alojzije Viktor Stepinac, Krašić, 8 de mayo de 1898 - ibídem, 10 de febrero de 1960) fue el arzobispo católico de Zagreb desde 1937 hasta su muerte en 1960. Tras la guerra, en 1946, el régimen comunista yugoslavo lo condenó por traición y colaboración con el régimen Ustasha que dirigía el Estado Independiente de Croacia (Nezavisna Država Hrvatska). La primera parte de la sentencia de 16 años que le fue impuesta la cumplió al principio en prisión y después de 5 años (1951) bajo arresto domiciliario en su pueblo natal de Krašić. En 1953 el papa Pío XII lo nombró cardenal. En 1998, el papa Juan Pablo II lo declaró «beato mártir». Su trayectoria a lo largo de la Segunda Guerra Mundial, su condena y posterior beatificación son objeto de controversia. El 22 de julio de 2016 el Tribunal Provincial de Zagreb anuló la sentencia que se le impuso en la  posguerra debido a "graves violaciones de los actuales y previos principios fundamentales que afectan a la sustancia y al procedimiento de la ley penal".

## Juventud
Stepinac nació en la aldea de Brezarića, en la parroquia de Krašić. Hijo de Josip Stepinac y Barbara, fue el quinto de once hijos en una familia de campesinos, tres de ellos del primer matrimonio de su padre.
En 1906 la familia se mudó a Krašić.
En 1909 se trasladó a Zagreb, donde completó su formación escolar. En 1916 fue reclutado en el Ejército austrohúngaro, desplazándose a Rijeka para una instrucción de seis meses.
Posteriormente fue enviado a servir en el frente italiano durante la Primera Guerra Mundial.
En julio de 1918 fue capturado por los italianos, que lo mantuvieron como prisionero de guerra durante cinco meses.
Tras su liberación se integró en las fuerzas yugoslavas, regresando a su casa en la primavera de 1919. Tras comenzar a estudiar agronomía en Zagreb, regresó a trabajar la tierra y se involucró en actividades de la Juventud Católica.
Durante su estancia de posguerra en la casa de sus padres, se le convenció, para que se convirtiera en sacerdote. Stepinac aceptó, aunque con reticencia.
En 1924, el arzobispo de Zagreb ―que lo consideraba «devoto y capaz»― lo envió a Roma (Italia) para estudiar sacerdocio en el Colegio Germánico.
Estudió en la Universidad Pontificia Gregoriana entre 1924 y 1931, doctorándose en el filosofía y teología.
Durante sus estudios allí trabó amistad con el futuro cardenal Franz König.
Fue ordenado sacerdote el 26 de octubre de 1930 por el arzobispo Giuseppe Palica, en una ceremonia en la que también participó Franjo Šeper. El 1 de noviembre, dijo su primera misa en la Basílica de Santa María la Mayor, y en 1931]se convirtió en clérigo de una parroquia de Zagreb. A pesar de su deseo de convertirse en cura párroco, el arzobispo de Zagreb decidió incluirlo en su curia; su preocupación por la gente común se mantuvo, sin embargo, y en 1931 fundó la primera organización caritativa de la archidiócesis.

## Arzobispado
El 29 de mayo de 1934, Stepinac ―de 36 años― fue nombrado obispo coadjutor de la sede de Zagreb, siendo uno de los firmantes del memorando de Zagreb, exigiendo al rey Alejandro I de Yugoslavia, que había establecido una dictadura real, la liberación de Vladko Maček y otros políticos croatas, así como una amnistía general.
Además, las autoridades yugoslavas le negaron el acceso para visitar a Maček en prisión. En el momento de su nombramiento era el obispo católico más joven del mundo.
El 7 de diciembre de 1937 falleció el arzobispo Anton Bauer, y aunque aún tenía 39 años, Stepinac le sucedió como arzobispo de Zagreb.
Durante la Cuaresma de 1938, Stepinac dijo, dirigiéndose a un grupo de estudiantes de la Universidad de Zagreb: «El amor hacia la propia nación no puede convertir a un hombre en un animal salvaje, que lo destruye todo y se convierte en vengativo, sino que debe ennoblecerle, para que su propia nación asegure el respeto y el amor por las demás naciones».

## Segunda Guerra Mundial
Stepinac fue arzobispo de Zagreb durante la Segunda Guerra Mundial en el Estado Independiente de Croacia (NDH), un Estado títere formado por las Potencias del Eje en parte del territorio de Yugoslavia después de la invasión de abril de 1941. La Ustaša (movimiento fascista de extremistas católicos croatas), regía el Estado. En los primeros días de este régimen, Stepinac ―al igual que otros líderes influyentes de Croacia apoyaron el nuevo Estado católico.
Durante la guerra, el 10 de abril de cada año, Stepinac hizo que se celebraran misas en todo el territorio para celebrar la proclamación del Estado confesional. Aunque la mayoría de los estados ―incluido el Vaticano― nunca reconocieron al Estado Independiente de Croacia como una nación soberana, Stepinac exhortó públicamente a su jerarquía a orar por la nueva entidad, y le pidió a Dios por el líder ustaša católico Ante Pavelić y por el bien de la nación.
En sus informes al Vaticano, Stepinac siempre habló favorablemente sobre el régimen, además de declarar su animadversión hacia los serbios, cuya religión (la ortodoxa), según él, constituía «la maldición más grande de Europa».
Este período coincidió con el inicio del exterminio sistemático de serbios a cargo de las milicias ustashi.
El 14 de mayo de 1941 ―en pleno período de mayor actividad genocida de los ustashi― Stepinac envió una carta de protesta a Pavelić, solicitando que «en todo el territorio del Estado Independiente de Croacia, que ni un solo serbio sea asesinado sin haberse probado la culpabilidad que le ha hecho merecedor de la muerte».
El 24 de mayo de 1942 irritó a los funcionarios ustasha, cuando utilizó el púlpito para condenar el genocidio, aunque sin hablar explícitamente de los serbios.
También se dirigió a Pavelić para expresarle su preocupación por las atrocidades que se estaban cometiendo en el Campo de concentración de Jasenovac, considerado el campo de exterminio más cruel de todos los tiempos.
Stepinac colaboró también en la «conversión» de serbios ortodoxos al catolicismo, lo que en muchos casos significaba que conservaran la vida. Es en esta época cuando surgen las mayores controversias sobre la actitud de Stepinac: muchos lo consideran un colaborador directo del régimen genocida de Pavelić, mientras que otros sostienen que salvó de la muerte a miles de judíos a los que dio protección y ayudó a escapar.

## Posguerra
Stepinac fue el único líder religioso de alto rango en Zagreb que sobrevivió a la guerra; el líder judío ―Miroslav Salom Freiberger (enviado al campo de concentración de Auschwitz)―, el líder ortodoxo ―Dositej Vasić― y el líder musulmán ―Ismet Muftić (fusilado por los partisanos antifascistas comunistas)― no sobrevivieron al conflicto.
Tras la caída del régimen Ustasha, Stepinac fue detenido por el ejército yugoslavo el 17 de mayo de 1945, pero fue liberado tras la intervención del mariscal Tito el 2 de junio siguiente. No obstante, el régimen comunista expropió sus bienes.
Convertido en un firme opositor, Stepinac denunció que en Yugoslavia estaba sucediendo el «asesinato masivo de religiosos desde que los comunistas tomaron el poder». En un diario belgradense, Tito dijo que Stepinac «había declarado la guerra a Yugoslavia». En enero de 1946, el Gobierno yugoslavo solicitó a la Santa Sede el traslado de Stepinac a otro país, pero la petición fue denegada.

## Juicio y encarcelamiento

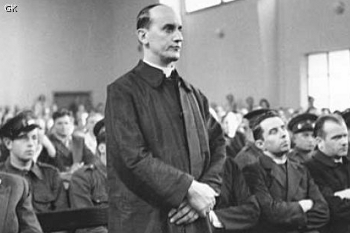
Stepinac durante su juicio en 1946, acusado de colaborar con el régimen ustasha, en que fue condenado a 16 años de prisión.

Stepinac fue arrestado el 18 de septiembre de 1946. El régimen comunista yugoslavo le acusó de colaboración con las fuerzas de ocupación, relaciones con el régimen genocida ustashi, colaboración como agitador religioso, conversiones forzosas de serbios ortodoxos al catolicismo a punta de pistola, y alta traición contra el Gobierno yugoslavo.
Su juicio, junto con otros colaboradores y funcionarios del Gobierno de Pavelić ―quien había huido a Argentina― se inició el 30 de septiembre de 1946. Durante el proceso, Stepinac defendió su actuación durante la guerra, dijo que nunca había sido un ustaša y que las conversiones religiosas las había realizado de manera voluntaria. La fiscalía rechazó todas sus alegaciones, y el 11 de octubre de 1946 fue declarado culpable de alta traición y crímenes de guerra, y condenado a 16 años de cárcel.
El papa Pío XII excomulgó a todos los que participaron en el juicio, incluyendo al jurado, mientras que ni un solo miembro del régimen ustasha o de los sacerdotes que asesinaron con sus propias manos a los prisioneros serbios en los campos de concentración recibieron pena alguna de parte del papa Pío XII.
Fue ingresado en la prisión de Lepoglava, mientras en el mundo se producía una división sobre su juicio. Allí fue visitado por Vladimir Bakarić ―presidente de la República Socialista de Croacia―, quien se ofreció para enviar al mariscal Tito una petición de amnistía para Stepinac.
Durante su estancia en prisión se publicó el libro Magnum Crimen, escrito por el historiador y exsacerdote católico Viktor Novak, en el que denunciaba el papel de la iglesia croata en el genocidio cometido en el Estado Independiente de Croacia, dedicando buena parte del mismo a la figura de Stepinac, a quien consideraba cómplice por su colaboración con el régimen ustashi.
Después de cinco años de prisión, donde recibió tratamiento preferente en reconocimiento de su condición clerical, Aloysius Stepinac fue puesto en libertad en un gesto de conciliación por parte del mariscal Tito, con la condición de que, o bien se retiraba a Roma o se limitaría a desempeñarse en su parroquia natal de Krašić. Stepinac se negó a salir de Yugoslavia, y optó por vivir en Krašić, a donde fue trasladado el 5 de diciembre de 1951.

## Últimos años
El 29 de noviembre de 1952, el papa Pío XII nombró a Stepinac cardenal. En respuesta a esta decisión, el 17 de diciembre siguiente Yugoslavia rompió relaciones diplomáticas con la Santa Sede.

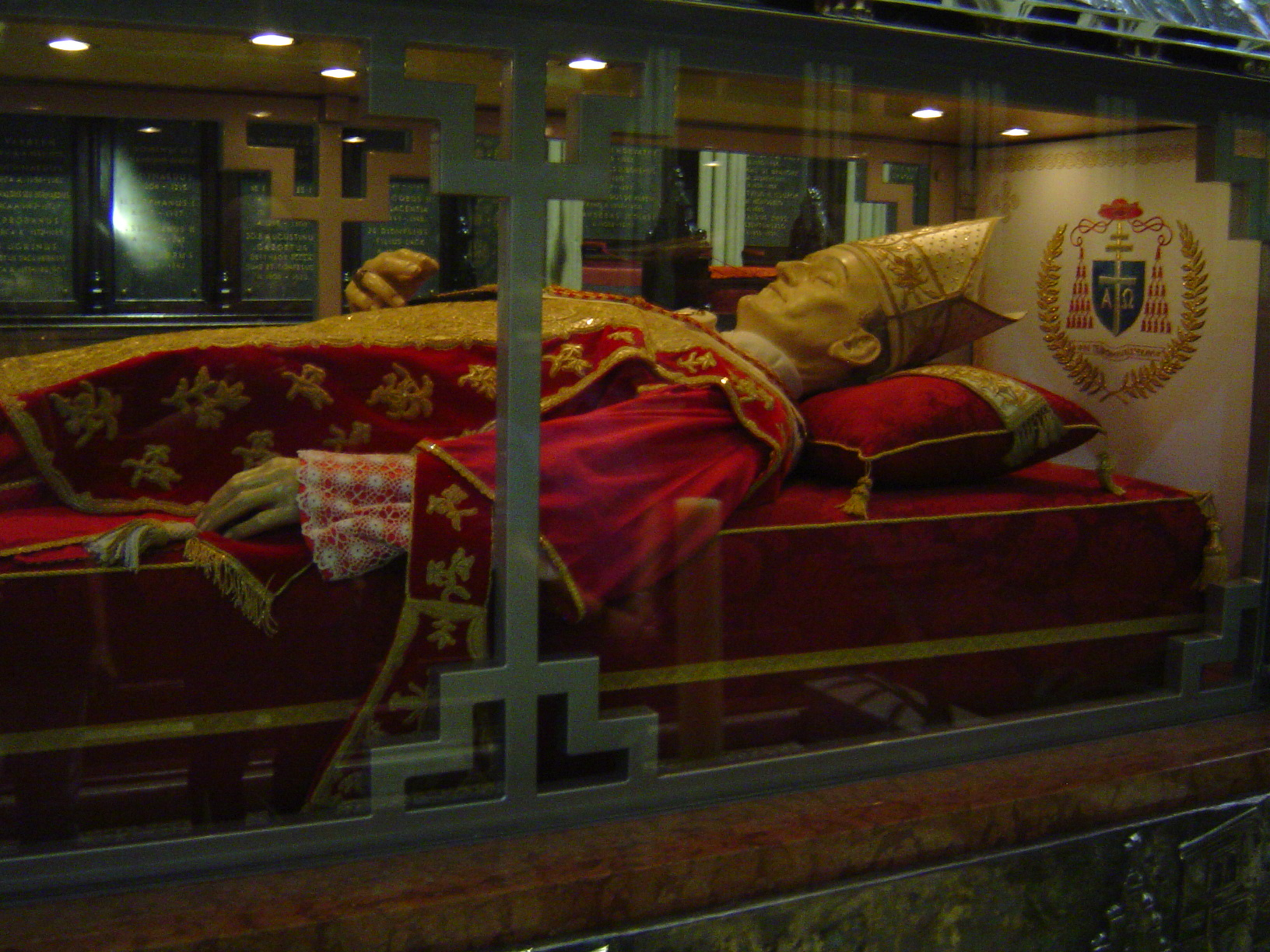
Cuerpo incorrupto del Beato Aloysius Stepinac, en la Catedral de Zagreb. Con tratamiento de cera.

En 1953 se le diagnosticó policitemia (un trastorno sanguíneo). Falleció el 10 de febrero de 1960, a los 61 años de edad, víctima de una trombosis. Fue enterrado en Zagreb. El papa Juan XXIII celebró su funeral en la basílica de San Pedro ―un acto inusual tratándose de un cardenal no perteneciente a la curia―.
El 9 de octubre de 1981, la Santa Sede inició su proceso de beatificación. El 11 de noviembre de 1997, el papa Juan Pablo II lo declaró «mártir». La Iglesia ortodoxa serbia y el Centro Simon Wiesenthal protestaron formalmente como un intento de impedir la reivindicación de Stepinac.
El 3 de octubre de 1998, Juan Pablo II beatificó a Stepinac en Marija Bistrica (Croacia).Su cuerpo permanece incorrupto en la catedral de Zagreb.El escultor Ivan Meštrović creó una estatua en su memoria que se halla en la catedral de Zagreb.
En su visita a Croacia en 2011, el papa Benedicto XVI afirmó sobre Stepinac:

Precisamente por su firme conciencia cristiana, supo resistir a todo totalitarismo, haciéndose defensor de los judíos, los ortodoxos y todos los perseguidos en el tiempo de la dictadura nazi y fascista, y después, en el período del comunismo, «abogado» de sus fieles, especialmente de tantos sacerdotes perseguidos y asesinados.
Benedicto XVI (2011)